# Philippe de Thessalonique
 (juin 2017).
Si vous disposez d'ouvrages ou d'articles de référence ou si vous connaissez des sites web de qualité traitant du thème abordé ici, merci de compléter l'article en donnant les références utiles à sa vérifiabilité et en les liant à la section « Notes et références ».
Philippe de Thessalonique (Ier siècle) est un poète et écrivain grec.
Il est l'auteur d'une anthologie d'épigrammes, intitulée La Guirlande de Philippe, qui se situe dans la continuation de celle compilée par Méléagre de Gadara 200 ans plus tôt.
Le succès de ces anthologies leur valu d'être peu ou prou réunies lors de plusieurs périodes de regain du genre, telle celle d'Agathias de Myrina au VIéme siècle, de Képhalas au IXème siècle, et de Maxime Planude au XIVème siècle. En 1606, l'ajout par des éditeurs d'un manuscrit jusque là inconnu de l'Anthologie Palatine donna naissance à l'Anthologie grecque.
Cette anthologie de Philippe de Thessalonique a permis la conservation d'un bon nombre de pièces de l'époque romaine. Il est aussi l'auteur de 72 épigrammes conservées dans l'Anthologie grecque.